# Hidden Path Entertainment
Hidden Path Entertainment je americká společnost zabývající se vývojem videoher se sídlem v Bellevue v americkém státě Washington. V roce 2006 ji založili Michael Austin, Jim Garbarini, Dave McCoy, Jeff Pobst a Mark Terrano. V roce 2008 společnost Hidden Path vydala svůj první titul Defense Grid: The Awakening. Titul Defense Grid: The Awakening získal díky své variaci na tower defense vysoké uznání a od svého vydání se ho prodalo přes půl milionu kusů. V roce 2009 začala společnost Hidden Path spolupracovat se společností Valve na vývoji videohry Counter-Strike: Source, která byla poprvé vydána v roce 2004.
Dále Hidden Path spolupracovala s Valve na vývoji herní série Counter-Strike a videohry Counter-Strike: Global Offensive. Hra Counter-Strike: Global Offensive debutovala na veletrhu PAX Prime 2011 a vyšla 21. srpna 2012. Counter-Strike: Global Offensive je k dispozici pro platformy Windows, MacOS, Linux, PlayStation 3 a Xbox 360. Podle společnosti Valve je důvodem časté spolupráce s Hidden Path Entertainment to, že je již „delší dobu znají a jejich kanceláře jsou hned za rohem“.
V roce 2013 vydala Hidden Path hru Age of Empires II: HD Edition. Jedná se o aktualizovanou verzi hry Age of Empires II.
Společnost Hidden Path se podílela na modelářské práci na hře Left 4 Dead 2. Hidden Path s Valve také spolupracovala na rozšiřujícím balíčku You Monster! pro hru Defense Grid, ve kterém se objevila postava GLaDOS z videoherní série Portal.

## Vyvinuté tituly
| Rok    | Název                               | Platformy                                                       | Vydavatel                                                         |
| ------ | ----------------------------------- | --------------------------------------------------------------- | ----------------------------------------------------------------- |
| 2008   | Defense Grid: The Awakening         | Windows, Xbox 360, MacOS                                        | Hidden Path Entertainment, Xbox Game Studios, Virtual Programming |
| 2012   | Counter-Strike: Global Offensive    | Windows, Xbox 360, MacOS, PlayStation 3, Linux                  | Valve Corporation                                                 |
| 2013   | Age of Empires II: HD Edition       | Windows                                                         | Ensemble Studios                                                  |
| 2014   | Defense Grid 2                      | Windows, Xbox One, MacOS, PlayStation 4, Linux, Nintendo Switch | 505 Games                                                         |
| 2016   | Defense Grid 2: Enhanced VR Edition | Windows                                                         | Oculus Studios                                                    |
| 2017   | Witchblood                          | Windows                                                         | Oculus Studios                                                    |
| 2017   | Defense Grid 2: Android VR Edition  | Android                                                         | Hidden Path Entertainment                                         |
| 2018   | Brass Tactics: Arena                | Windows                                                         | OculusVR                                                          |
| 2018   | Brass Tactics                       | Windows                                                         | Oculus Studios                                                    |
| 2019   | Raccoon Lagoon                      | Windows                                                         | Oculus                                                            |
| Zrušen | Windborne                           | Windows                                                         | —                                                                 |
| Zrušen | Chroma                              | Windows, MacOS, Linux                                           | —                                                                 |